# カステルヌオーヴォ・ベルボ
カステルヌオーヴォ・ベルボ（伊: Castelnuovo Belbo）は、イタリア共和国ピエモンテ州アスティ県にある、人口約800人の基礎自治体（コムーネ）。

## 地理

### 位置・広がり

#### 隣接コムーネ
隣接するコムーネは以下の通り。括弧内のALはアレッサンドリア県所属を示す。
- ベルガマスコ (AL)
- ブルーノ
- インチーザ・スカパッチーノ
- モンバルッツォ
- ニッツァ・モンフェッラート

#### 地震分類
イタリアの地震リスク階級 (it) では、4 に分類される
。

## 姉妹都市
- ディエモーズ（英語版）、フランス 1970年[5]